# خدمة الغرف

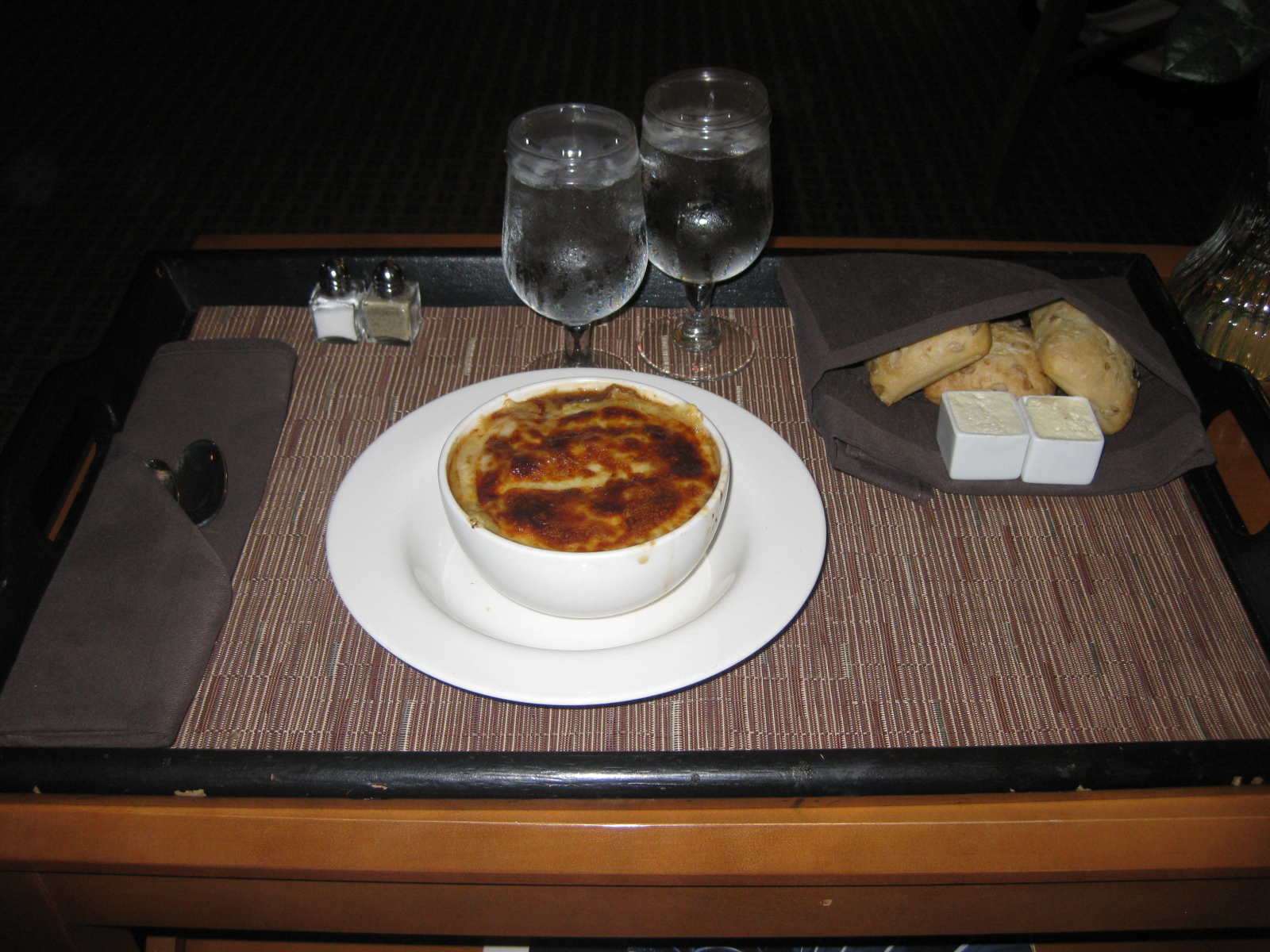
خدمة الغرف

خدمة الغرف أو «الطعام في الغرفة» هي خدمة فندقية تتيح للزوار أن يختاروا أطباقاً من قائمة الطعام ويتم توصيلها لهم لحتى غرفهم، يقدمها طاقم العمل. خدمة الغرف تدخل ضمن قسم الطعام والمشروبات من ضمن الفنادق الراقية والمنتجعات. ليس من الشائع أن تقدم خدمة الغرف في الفنادق غير الراقية أو في الموتيلات.
خدمة شبيهة بهذه تقدم على متن السفن السياحية. خدمة الغرف تكون متاحة خلال 24 ساعة أو تكون خدمة وقت متأخر من الليل.